# Heteromys oasicus
Heteromys oasicus és una espècie de mamífer rosegador de la família dels heteròmids. És endèmica de la península de Paraguaná. Els seus hàbitats naturals són les selves nebuloses i biomes mèsics, sovint entre bromeliàcies. Està amenaçada per la desforestació, la construcció d'infraestructures, la mineria i la presència de cabres domèstiques que es mengen les fulles de la vegetació i, per tant, faciliten l'erosió.